# Lidwina
Lidwina ist ein weiblicher Vorname. Varianten davon sind Lidia und Lidwiga. Katholischer Namenstag ist der 14. April nach Lidwina von Schiedam (1380–1433), eine katholische Heilige, nach der die St.-Lidwina-Basilika benannt ist.